# Élections législatives de 2012 en Meurthe-et-Moselle
Les élections législatives françaises de 2012 se déroulent les 10 et 17 juin 2012. Dans le département de Meurthe-et-Moselle, six députés sont à élire dans le cadre de six circonscriptions, soit une de moins que lors des législatures précédentes, en raison du redécoupage électoral.

## Élus
|   | Circonscription | Député sortant        |  | Parti | Député élu ou réélu |                | Parti          |
| - | --------------- | --------------------- |  | ----- | ------------------- | -------------- | -------------- |
| ≠ | 1re             | Laurent Hénart        |  | PRV   | Chaynesse Khirouni  |                | PS             |
| ≠ | 2e              | Hervé Féron           |  | PS    | Hervé Féron         |                | PS             |
| ≠ | 3e              | Valérie Rosso-Debord  |  | UMP   | Christian Eckert    |                | PS             |
| ≠ | 4e              | Jacques Lamblin       |  | UMP   | Jacques Lamblin     |                | UMP            |
| = | 5e              | Philippe Morenvillier |  | UMP   | Dominique Potier    |                | PS             |
| ≠ | 6e              | Jean-Yves Le Déaut    |  | PS    | Jean-Yves Le Déaut  |                | PS             |
| – | 7e              | Christian Eckert      |  | PS    | Siège supprimé      | Siège supprimé | Siège supprimé |

## Impact du redécoupage territorial
La disparition de la 7e circonscription (en fait, de la 3e - la 7e prenant ensuite le numéro 3), entraîne des ajustements dans toutes les circonscriptions (sauf la 5e) : les cantons de Laxou et Nancy-Ouest vont à la 2e, laquelle perd ceux de Saint-Max (au profit de la 1re), d'Arracourt et de Tomblaine (au profit de la 4e) ; le canton de Pompey va a la 6e, laquelle perd le canton de Briey au profit de la (nouvelle) 3e. (Les cantons de Malzéville et Seichamps, créés entre les deux réformes, sont rattachés à la 1re.)

## Résultats

### Résultats à l'échelle du département
| Parti          | Parti                                     | Premier tour | Premier tour | Second tour | Second tour | Sièges |  |
| Parti          | Parti                                     | Voix         | %            | Voix        | %           | Sièges |  |
| -------------- | ----------------------------------------- | ------------ | ------------ | ----------- | ----------- | ------ |  |
|                | Parti socialiste                          | 87 514       | 31,94        | 121 891     | 46,28       | 5      |  |
|                | Europe Écologie Les Verts                 | 22 963       | 8,38         | 25 004      | 9,49        | 0      |  |
|                | Parti radical de gauche                   | 900          | 0,33         |             |             | 0      |  |
|                | Divers gauche dont MRC                    | 607          | 0,22         | 0           |             |        |  |
|                | Majorité présidentielle                   | 111 984      | 40,86        | 146 895     | 55,78       | 5      |  |
|                |                                           |              |              |             |             |        |  |
|                | Union pour un mouvement populaire         | 67 595       | 24,67        | 95 213      | 36,15       | 1      |  |
|                | Parti radical                             | 16 969       | 6,19         | 21 245      | 8,07        | 0      |  |
|                | Divers droite dont DLR, PCD               | 2 710        | 0,99         |             |             | 0      |  |
|                | Droite parlementaire                      | 87 274       | 31,85        | 116 458     | 44,22       | 1      |  |
|                |                                           |              |              |             |             |        |  |
|                | Front national                            | 42 668       | 15,57        |             |             | 0      |  |
|                | Front de gauche                           | 20 972       | 7,65         | 0           |             |        |  |
|                | Divers écologiste dont LT-LNÉ, MÉI et AÉI | 3 743        | 1,37         | 0           |             |        |  |
|                | Mouvement démocrate                       | 3 516        | 1,28         | 0           |             |        |  |
|                | Extrême gauche dont LO, NPA et POI        | 3 406        | 1,24         | 0           |             |        |  |
|                | Divers                                    | 473          | 0,17         | 0           |             |        |  |
|                |                                           |              |              |             |             |        |  |
| Inscrits       | Inscrits                                  | 495 861      | 100,00       | 495 897     | 100,00      | 6      |  |
| Abstentions    | Abstentions                               | 218 020      | 43,97        | 223 580     | 45,09       |        |  |
| Votants        | Votants                                   | 277 841      | 56,03        | 272 317     | 54,91       |        |  |
| Blancs et nuls | Blancs et nuls                            | 3 805        | 1,37         | 8 964       | 3,29        |        |  |
| Exprimés       | Exprimés                                  | 274 036      | 98,63        | 263 353     | 96,71       |        |  |

### Résultats par circonscription

#### Première circonscription (Nancy-Est)
| Candidat       | Candidat                 | Parti          | Premier tour | Premier tour | Second tour | Second tour |  |
| Candidat       | Candidat                 | Parti          | Voix         | %            | Voix        | %           |  |
| -------------- | ------------------------ | -------------- | ------------ | ------------ | ----------- | ----------- |  |
|                | Chaynesse Khirouni élue  | PS             | 16 953       | 37,93        | 23 229      | 52,23       |  |
|                | Laurent Hénart sortant   | PRV (UMP)      | 15 381       | 34,42        | 21 245      | 47,77       |  |
|                | Natacha Waszezynski      | RBM (FN)       | 5 429        | 12,15        |             |             |  |
|                | Mathieu Piotrkowski      | FG (GU) (PCF)  | 2 476        | 5,54         |             |             |  |
|                | Christophe Pierre        | EÉLV           | 1 172        | 2,62         |             |             |  |
|                | Danièle Noël             | CpF (MoDem)    | 796          | 1,78         |             |             |  |
|                | Gérard André             | LT-LNÉ         | 469          | 1,05         |             |             |  |
|                | François-Marie L'Huiller | DLR            | 392          | 0,88         |             |             |  |
|                | Éric Tollénaère          | MRC            | 384          | 0,86         |             |             |  |
|                | Daniel Lallemant         | PCD            | 304          | 0,68         |             |             |  |
|                | Sébastien Borges         | NPA            | 237          | 0,53         |             |             |  |
|                | Christiane Nimsgern      | LO             | 207          | 0,46         |             |             |  |
|                | Véronique Monzein        | AÉI            | 194          | 0,43         |             |             |  |
|                | Clément Wittmann         | MOC            | 194          | 0,43         |             |             |  |
|                | Simon Pouvreau           | S&P            | 104          | 0,23         |             |             |  |
|                |                          |                |              |              |             |             |  |
| Inscrits       | Inscrits                 | Inscrits       | 80 689       | 100,00       | 80 687      | 100,00      |  |
| Abstentions    | Abstentions              | Abstentions    | 35 499       | 43,99        | 35 117      | 43,52       |  |
| Votants        | Votants                  | Votants        | 45 190       | 56,01        | 45 570      | 56,48       |  |
| Blancs et nuls | Blancs et nuls           | Blancs et nuls | 498          | 1,1          | 1 096       | 2,41        |  |
| Exprimés       | Exprimés                 | Exprimés       | 44 692       | 98,9         | 44 474      | 97,59       |  |

#### Deuxième circonscription (Nancy-Ouest)
| Candidat       | Candidat                      | Parti          | Premier tour | Premier tour | Second tour | Second tour |  |
| Candidat       | Candidat                      | Parti          | Voix         | %            | Voix        | %           |  |
| -------------- | ----------------------------- | -------------- | ------------ | ------------ | ----------- | ----------- |  |
|                | Hervé Féron sortant réélu     | PS             | 15 976       | 39,51        | 21 803      | 54,15       |  |
|                | Valérie Rosso-Debord sortante | UMP            | 13 574       | 33,57        | 18 458      | 45,85       |  |
|                | Nathalie Repusseau            | RBM (FN)       | 4 010        | 9,92         |             |             |  |
|                | Marc Saint-Denis              | CpF (MoDem)    | 1 787        | 4,42         |             |             |  |
|                | Pierre Hanegreefs             | FG (PG) (PCF)  | 1 668        | 4,13         |             |             |  |
|                | Patricia Cartigny             | EÉLV           | 1 223        | 3,02         |             |             |  |
|                | Amélie Chaxel                 | LT-LNÉ         | 366          | 0,91         |             |             |  |
|                | Geoffrey Mangin               | DLR            | 302          | 0,75         |             |             |  |
|                | Philippe Giummelly            | PRG (GÉ)       | 247          | 0,61         |             |             |  |
|                | Joe Labat                     | MOC            | 236          | 0,58         |             |             |  |
|                | Moulay Hamidi                 | Divers         | 223          | 0,55         |             |             |  |
|                | Jean-Christophe Berche        | NPA            | 188          | 0,46         |             |             |  |
|                | Pierre d'Houtaud              | S&P            | 167          | 0,41         |             |             |  |
|                | Élise Busser                  | AÉI            | 157          | 0,39         |             |             |  |
|                | Jacques Lacreuse              | LO             | 125          | 0,31         |             |             |  |
|                | Bernard Millot                | POI            | 78           | 0,19         |             |             |  |
|                | Alexandre Mladenovic          | Divers         | 74           | 0,18         |             |             |  |
|                | Adam Ouadah                   | NUFR ,         | 30           | 0,07         |             |             |  |
|                |                               |                |              |              |             |             |  |
| Inscrits       | Inscrits                      | Inscrits       | 70 932       | 100,00       | 70 929      | 100,00      |  |
| Abstentions    | Abstentions                   | Abstentions    | 30 061       | 42,38        | 29 675      | 41,84       |  |
| Votants        | Votants                       | Votants        | 40 871       | 57,62        | 41 254      | 58,16       |  |
| Blancs et nuls | Blancs et nuls                | Blancs et nuls | 440          | 1,08         | 993         | 2,41        |  |
| Exprimés       | Exprimés                      | Exprimés       | 40 431       | 98,92        | 40 261      | 97,59       |  |

#### Troisième circonscription (Briey)
| Candidat       | Candidat                       | Parti          | Premier tour | Premier tour | Second tour | Second tour |  |
| Candidat       | Candidat                       | Parti          | Voix         | %            | Voix        | %           |  |
| -------------- | ------------------------------ | -------------- | ------------ | ------------ | ----------- | ----------- |  |
|                | Christian Eckert sortant réélu | PS             | 16 256       | 39,53        | 24 780      | 66,38       |  |
|                | Étienne Mangeot                | UMP            | 7 720        | 18,77        | 12 552      | 33,62       |  |
|                | Serge de Carli                 | FG (PCF)       | 7 555        | 18,37        |             |             |  |
|                | Audrey Iozzo                   | RBM (FN)       | 6 280        | 15,27        |             |             |  |
|                | Véronique Guillotin            | PRV            | 1 286        | 3,13         |             |             |  |
|                | Michel Testi                   | LT-LNÉ         | 502          | 1,22         |             |             |  |
|                | Marie Mavande                  | DLR            | 403          | 0,98         |             |             |  |
|                | Marie-Claude Nowakowski        | MÉI            | 400          | 0,97         |             |             |  |
|                | Annick Jolivet                 | LO             | 288          | 0,70         |             |             |  |
|                | Muriel Jacques                 | NPA            | 266          | 0,65         |             |             |  |
|                | Georges Latrive                | PVB            | 172          | 0,42         |             |             |  |
|                |                                |                |              |              |             |             |  |
| Inscrits       | Inscrits                       | Inscrits       | 83 088       | 100,00       | 83 073      | 100,00      |  |
| Abstentions    | Abstentions                    | Abstentions    | 41 427       | 49,86        | 44 330      | 53,36       |  |
| Votants        | Votants                        | Votants        | 41 661       | 50,14        | 38 743      | 46,64       |  |
| Blancs et nuls | Blancs et nuls                 | Blancs et nuls | 533          | 1,28         | 1 411       | 3,64        |  |
| Exprimés       | Exprimés                       | Exprimés       | 41 128       | 98,72        | 37 332      | 96,36       |  |

#### Quatrième circonscription (Lunéville)
| Candidat       | Candidat                      | Parti          | Premier tour | Premier tour | Second tour | Second tour |  |
| Candidat       | Candidat                      | Parti          | Voix         | %            | Voix        | %           |  |
| -------------- | ----------------------------- | -------------- | ------------ | ------------ | ----------- | ----------- |  |
|                | Jacques Lamblin sortant réélu | UMP            | 20 316       | 36,68        | 28 755      | 53,49       |  |
|                | Marie-Neige Houchard          | EÉLV (PS)      | 18 348       | 33,13        | 25 004      | 46,51       |  |
|                | Pascal Bauche                 | RBM (FN)       | 10 453       | 18,87        |             |             |  |
|                | Claude Blaque                 | FG (PG) (PCF)  | 4 067        | 7,34         |             |             |  |
|                | Pascal Kanitzer               | AÉI            | 903          | 1,63         |             |             |  |
|                | Raphaël-Godefroy Biziki       | DLR            | 612          | 1,11         |             |             |  |
|                | Pierre Nordemann              | LO             | 346          | 0,61         |             |             |  |
|                | Fabien Savelli                | NPA            | 336          | 0,61         |             |             |  |
|                |                               |                |              |              |             |             |  |
| Inscrits       | Inscrits                      | Inscrits       | 97 182       | 100,00       | 97 146      | 100,00      |  |
| Abstentions    | Abstentions                   | Abstentions    | 40 928       | 42,11        | 41 583      | 42,8        |  |
| Votants        | Votants                       | Votants        | 56 254       | 57,89        | 55 563      | 57,2        |  |
| Blancs et nuls | Blancs et nuls                | Blancs et nuls | 873          | 1,55         | 1 804       | 3,25        |  |
| Exprimés       | Exprimés                      | Exprimés       | 55 381       | 98,45        | 53 759      | 96,75       |  |

#### Cinquième  circonscription (Toul)
| Candidat       | Candidat               | Parti          | Premier tour | Premier tour | Second tour | Second tour |  |
| Candidat       | Candidat               | Parti          | Voix         | %            | Voix        | %           |  |
| -------------- | ---------------------- | -------------- | ------------ | ------------ | ----------- | ----------- |  |
|                | Dominique Potier élu   | PS             | 18 056       | 39,29        | 25 122      | 55,67       |  |
|                | Nadine Morano sortante | UMP            | 15 777       | 34,33        | 20 006      | 44,33       |  |
|                | Lionel Vinquant        | RBM (FN)       | 7 559        | 16,45        |             |             |  |
|                | Annie Levi-Cyferman    | FG (PCF)       | 1 518        | 3,30         |             |             |  |
|                | Jacqueline Fontaine    | EÉLV           | 977          | 2,13         |             |             |  |
|                | Hervé Brosseau         | CpF (MoDem)    | 933          | 2,03         |             |             |  |
|                | Francis Cuny           | DLR            | 419          | 0,91         |             |             |  |
|                | Michel Simonin         | MOC            | 325          | 0,71         |             |             |  |
|                | Gérard Neiss           | LO             | 213          | 0,46         |             |             |  |
|                | Sophie Norton          | NPA            | 178          | 0,39         |             |             |  |
|                |                        |                |              |              |             |             |  |
| Inscrits       | Inscrits               | Inscrits       | 76 628       | 100,00       | 76 718      | 100,00      |  |
| Abstentions    | Abstentions            | Abstentions    | 29 910       | 39,03        | 29 672      | 38,68       |  |
| Votants        | Votants                | Votants        | 46 718       | 60,97        | 47 046      | 61,32       |  |
| Blancs et nuls | Blancs et nuls         | Blancs et nuls | 763          | 1,63         | 1 918       | 4,08        |  |
| Exprimés       | Exprimés               | Exprimés       | 45 955       | 98,37        | 45 128      | 95,92       |  |

Le candidat du Front national était à l'origine Olivier Prugneau, mais celui-ci meurt d'un arrêt cardiaque le dimanche 3 juin, une semaine avant le premier tour. En conséquence, conformément au code électoral, c'est son suppléant (Lionel Vinquant) qui devient candidat et qui notifie au préfet un nouveau suppléant.

#### Sixième circonscription (Pont-à-Mousson)
| Candidat       | Candidat                         | Parti          | Premier tour | Premier tour | Second tour | Second tour |  |
| Candidat       | Candidat                         | Parti          | Voix         | %            | Voix        | %           |  |
| -------------- | -------------------------------- | -------------- | ------------ | ------------ | ----------- | ----------- |  |
|                | Jean-Yves Le Déaut sortant réélu | PS             | 20 273       | 43,65        | 26 957      | 63,58       |  |
|                | Stéphane Pizelle                 | UMP            | 10 208       | 21,98        | 15 442      | 36,42       |  |
|                | Jean-Luc Manoury                 | RBM (FN)       | 8 937        | 19,24        |             |             |  |
|                | Julie Meunier                    | FG (PCF)       | 3 688        | 7,94         |             |             |  |
|                | Ahmed Remaoun                    | EÉLV           | 1 240        | 2,67         |             |             |  |
|                | Xavier Bertelle                  | PRG            | 653          | 1,41         |             |             |  |
|                | Martine Calisesi                 | DLR            | 506          | 1,09         |             |             |  |
|                | Christian Minary                 | POI            | 368          | 0,79         |             |             |  |
|                | Lydie Lebon                      | NPA            | 321          | 0,69         |             |             |  |
|                | Dominique Barbin                 | LO             | 255          | 0,55         |             |             |  |
|                |                                  |                |              |              |             |             |  |
| Inscrits       | Inscrits                         | Inscrits       | 87 342       | 100,00       | 87 344      | 100,00      |  |
| Abstentions    | Abstentions                      | Abstentions    | 40 195       | 46,02        | 43 203      | 49,46       |  |
| Votants        | Votants                          | Votants        | 47 147       | 53,98        | 44 141      | 50,54       |  |
| Blancs et nuls | Blancs et nuls                   | Blancs et nuls | 698          | 1,48         | 1 742       | 3,95        |  |
| Exprimés       | Exprimés                         | Exprimés       | 46 449       | 98,52        | 42 399      | 96,05       |  |